# Glasnik (novine)
Glasnik, službeno je glasilo Islamske zajednice u Bosni i Hercegovini.

## Povijest
Prvi broj Glasnika izašao je siječnja 1933. godine. Pokrenulo ga Vrhovno starješinstvo (Rijaset) Islamske zajednice u Beogradu. Redovno je izlazio do 1945. godine. Nakon prekida od pet godina Glasnik je počeo ponovo izlaziti 1950. godine. Prekid ponovo nastaje ratne 1993. godine. Od početka 1994. godine do danas Glasnik ponovo redovno izlazi.
Namjere i želje osnivača Glasnika sadržane su u riječima reisu-l-uleme Ibrahima ef. Maglajlića napisane u uvodnom članku pod naslovom Prva riječ, prvog broja Glasnika iz 1933.godine :
U Glasniku su redovito surađivali i objavljivali svoje radove: reis-ul-uleme, muftije, predsjednici starješinstava, muderrisi, muallimi imami, studenti, učenici medresa i mnogi drugi naši kulturni i javni radnici. Jedan od najredovnijih suradnika bio je hadži Husein ef. Đozo. Počeo je surađivati još od 1937. godine i objavio je 126 radova. Neprocjenjiv doprinos kvalitetu i na afirmaciji Glasnika, pored Huseina ef. Đoze, sa svojim mnogobrojnim objavljenim radovima, posebno se ističu: Mehmed ef. Handžić, Mustafa Busuladžić, Alija Nametak, Hazim Šabanović, Muhamed Hazim Tulić, hfz. Mahmud ef. Traljić, šejh Fejzulah ef. Hadžibajrić, Kasim ef. Hadžić, Hifzija Hasandedić, Abdurahman Hukić, Ahmed Smajlović, Ibrahim, Šaban i Vehbija Hodžić, Sinanudin Sokolović, Halid Buljina i mnogi drugi.
Svoj neizmjerljivi doprinos razvoju islamske misli kroz Glasnik dali su i profesori Fakulteta islamskih znanosti, profesori Gazi Husrev-begove medrese, službenici Rijaseta, kao i mnogi drugi kulturni i javni radnici.
Glasnik je službeno glasilo Rijaseta Islamske zajednice, izlazi dvomjesečno. U Glasniku se objavljuju službena akta Islamske zajednice kao što su: odluke, zaključci sa sjednica Rijaseta i Sabora, uredbe, dekreti o postavljanju imama i muftija, imenovanja ravnatelja ustanova i obrazovnih institucija, dopisi, saopštenja, godišnji izvještaji o radu Rijaseta, zapisnici sa sjednica Rijaseta i Sabora. 
Autorski tekstovi imaju na kraju sežetak na arapskom i engleskom jeziku. Također aktualna hutba, aktualne teme i prikaz novih knjiga ili časopisa su stalne rubrike u Glasniku.

## Glavni i odgovorni urednici
| #    | Ime i prezime       | Mandat započeo | Mandat završen | Napomene |
| ---- | ------------------- | -------------- | -------------- | -------- |
| 1.   | Derviš Korkut       | 1933.          | 1936.          |          |
| 2.   | Fehim Spaho         | 1936.          | 1936.          |          |
| 3.   | Alija Nametak       | 1936.          | 1945.          |          |
| 4.   | Sulejman Kemura     | 1954.          | 1957.          |          |
| 5.   | Ešref Berberović    | 1962.          | 1963.          |          |
| 6.   | Muhamed-Hazim Tulić | 1964.          | 1968.          |          |
| (5). | Ešref Berberović    | 1969.          | 1976.          |          |
| 7.   | Abdurahman Hukić    | 1976.          | 1989.          |          |
| 8.   | Fikret Karčić       | 1990.          | 1992.          |          |
| 9.   | Mehmedalija Hadžić  | 1994.          | 2002.          |          |
| 10.  | Senahid Bristrić    | 2002.          | 2003.          |          |
| 11.  | Husein Smajić       | 2004.          | 2005.          |          |
| 12.  | Mehmedalija Hadžić  | 2005.          | 2012.          |          |
| 13.  | Mustafa Prljača     | 2012.          | Trenutačno     |          |

## Vanjske poveznice
- Glasnik